# ترزلس
ترزلس (به فرانسوی: Trézelles) یک کمون در فرانسه است که در Canton of Jaligny-sur-Besbre واقع شده‌است.

## خصوصیات
ترزلس ۱۸٫۱۴ کیلومترمربع مساحت و ۳۸۲ نفر جمعیت دارد و ۲۵۶ متر بالاتر از سطح دریا واقع شده‌است.